# Berdeniella matthesi
Berdeniella matthesi är en tvåvingeart som först beskrevs av Jung 1954.  Berdeniella matthesi ingår i släktet Berdeniella och familjen fjärilsmyggor. Inga underarter finns listade i Catalogue of Life.